# Cădaciu Mic, Harghita
Cădaciu Mic (maghiară Kiskadács) este un sat în comuna Șimonești din județul Harghita, Transilvania, România.

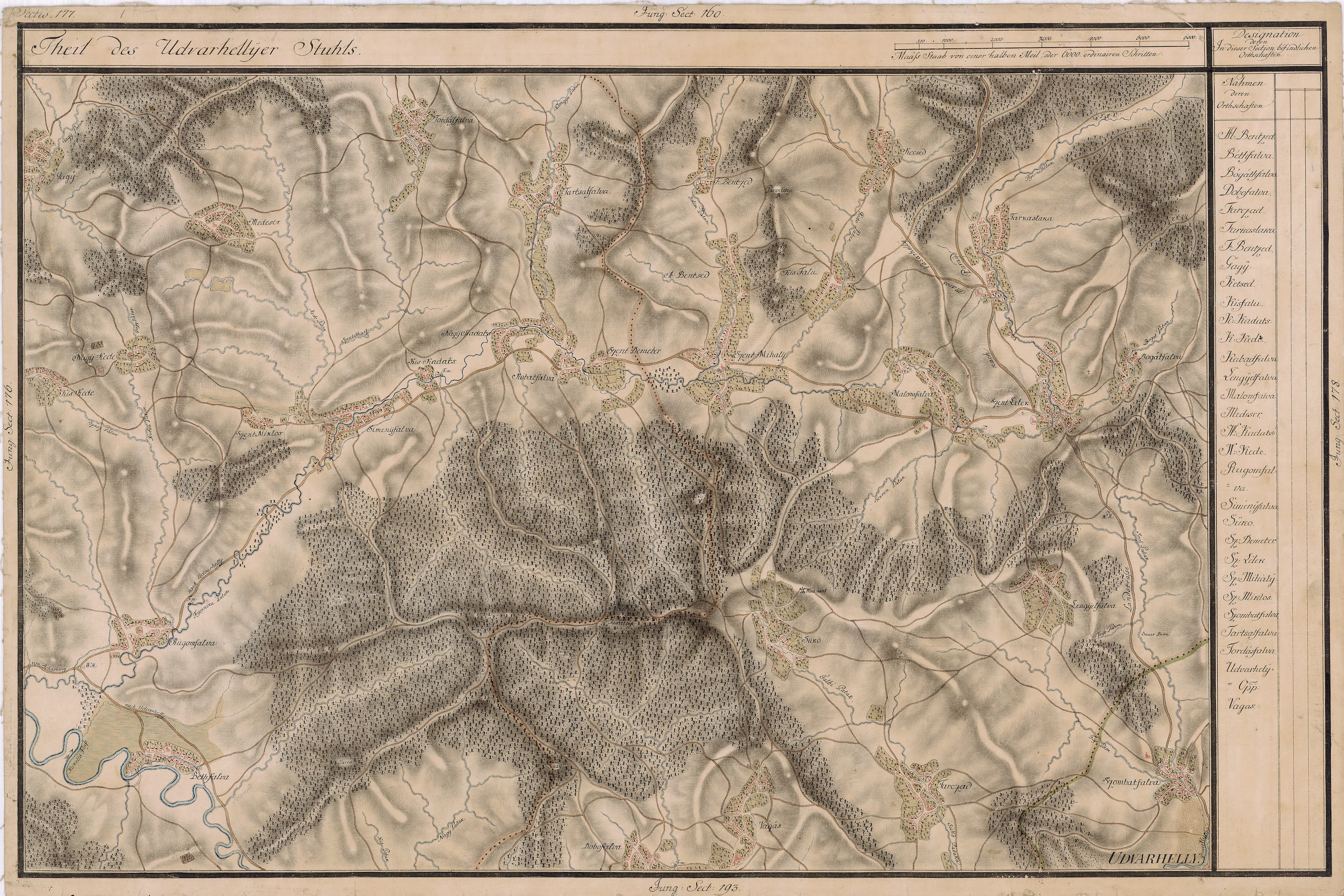
Cădaciu Mic în Harta Iosefină a Transilvaniei, 1769-73

 Acest articol despre o localitate din județul Harghita este deocamdată un ciot. Puteți ajuta Wikipedia prin completarea lui.